# Olympische Jugend-Sommerspiele 2010/Teilnehmer (Tansania)
| Gelbes Symbol für Goldmedaillen mit stilisierten Olympischen Ringen | Graues Symbol für Silbermedaillen mit stilisierten Olympischen Ringen | Braundes Symbol für Bronzemedaillen mit stilisierten Olympischen Ringen |
| ------------------------------------------------------------------- | --------------------------------------------------------------------- | ----------------------------------------------------------------------- |
| —                                                                   | —                                                                     | —                                                                       |

Die Jugend-Olympiamannschaft aus Tansania für die I. Olympischen Jugend-Sommerspiele vom 14. bis 26. August 2010 in Singapur bestand aus vier Athleten.

## Athleten nach Sportarten

### Leichtathletik
| Mädchen - Neema Emanuel Sule 3000 m: 14. Platz | Jungen - Mwita Kopiro Marwa 3000 m: 6. Platz |

### Schwimmen
| Mädchen - Mariam Foum 50 m Freistil: 47. Platz | Jungen - Adam Kitururu 50 m Freistil: 46. Platz |